# Kanton Guignicourt
Kanton Guignicourt (fr. Canton de Guignicourt) je francouzský kanton v departementu Aisne v regionu Hauts-de-France. Tvoří ho 78 obcí. Kanton vznikl v roce 2015.

## Obce kantonu
| - Aguilcourt - Aizelles - Amifontaine - Aubigny-en-Laonnois - Beaurieux - Berrieux - Berry-au-Bac - Bertricourt - Boncourt - Bouconville-Vauclair - Bouffignereux - Bourg-et-Comin - Braye-en-Laonnois - Bucy-lès-Pierrepont - Chaudardes - Chermizy-Ailles - Chevregny - Chivres-en-Laonnois - Concevreux - Condé-sur-Suippe - Corbeny - Coucy-lès-Eppes - Courtrizy-et-Fussigny - Craonne - Craonnelle - Cuiry-lès-Chaudardes | - Cuissy-et-Geny - Ébouleau - Évergnicourt - Gernicourt - Gizy - Goudelancourt-lès-Berrieux - Goudelancourt-lès-Pierrepont - Guignicourt - Guyencourt - Jumigny - Juvincourt-et-Damary - Lappion - Liesse-Notre-Dame - Lor - Mâchecourt - Maizy - La Malmaison - Marchais - Mauregny-en-Haye - Menneville - Meurival - Missy-lès-Pierrepont - Montaigu - Moulins - Moussy-Verneuil - Muscourt | - Neufchâtel-sur-Aisne - Neuville-sur-Ailette - Nizy-le-Comte - Œuilly - Orainville - Oulches-la-Vallée-Foulon - Paissy - Pancy-Courtecon - Pargnan - Pignicourt - Ployart-et-Vaurseine - Pontavert - Prouvais - Proviseux-et-Plesnoy - Roucy - Saint-Erme-Outre-et-Ramecourt - Saint-Thomas - Sainte-Croix - Sainte-Preuve - La Selve - Sissonne - Trucy - Variscourt - Vassogne - Vendresse-Beaulne - La Ville-aux-Bois-lès-Pontavert |